# Dave Eggers
Œuvres principales
- Le Grand Quoi
- Zeitoun
- Le Cercle

Dave Eggers, né le 12 mars 1970 à Boston (Massachusetts), est un écrivain et scénariste américain. Il est aussi fondateur du magazine littéraire The Believer, du magazine satirique Might (en), de la maison d'édition McSweeney's (en) et de l'école 826 Valencia (en) de San Francisco.

## Biographie
Fils d'un procureur protestant et d'une enseignante catholique, il passe une grande partie de son enfance et de sa jeunesse à Lake Forest (Illinois), dans la banlieue nord de Chicago. Il obtient un diplôme en journalisme de l'université de l'Illinois à Urbana-Champaign en 2002.
Dave Eggers a publié quatre livres qui sont devenus de gros succès de librairie : l'essai en partie autobiographique Une œuvre déchirante d’un génie renversant (A Heartbreaking Work of Staggering Genius, 2000) où il raconte la mort de ses parents : son père, en 1991, d'un cancer du cerveau et des poumons ; sa mère, en janvier 1992, d'un cancer de l'estomac ; le roman Suive qui peut (You Shall Know Our Velocity, 2002) qui raconte l'odyssée autour du monde de Will et Hand, deux amis d'enfance ; le recueil de nouvelles Pourquoi nous avons faim (How We Are Hungry, 2004) et le roman Le Grand Quoi (Autobiographie de Valentino Achak Deng) (What Is the What: The Autobiography of Valentino Achak Deng, 2006).
Il est scénariste, avec son épouse Vendela Vida, du film Away We Go, réalisé par Sam Mendes en 2009 et collabore, la même année, avec le réalisateur Spike Jonze au scénario du film Where the Wild Things Are.
Son roman Le Cercle traite de la toute-puissance des nouvelles technologies qui poussent chaque jour un peu plus les individus à renoncer de leur plein gré à leur vie privée.
Il est l'un des fondateurs et enseignants, en 2002, de l'école 826 Valencia (en), organisme sans but lucratif, qui promeut l'écriture auprès des jeunes et des enseignants.
Il vit à Chicago et San Francisco.

## Œuvre

### Romans
- Suive qui peut, Balland, coll. « Du monde entier », 2003 ((en) You Shall Know Our Velocity, 2002), trad. Pierre Charras, 462 p.  (ISBN 2-07-076907-0)
- (en) Sacrament, 2003Version révisée et étendue de You Shall Know Our Velocity
- (en) The Unforbidden is Compulsory; or, Optimism, 2004
- Le Grand Quoi (Autobiographie de Valentino Achak Deng), Gallimard, coll. « Du monde entier », 2009 ((en) What Is the What: The Autobiography of Valentino Achak Deng, 2006), trad. Samuel Todd, 640 p.  (ISBN 978-2-07-078689-3)Prix Médicis étranger 2009[2],[3]
- Les Maximonstres : L'Île aux monstres, Au diable vauvert, 2009 ((en) The Wild Things, 2009), trad. Christophe Rosson, 336 p.  (ISBN 978-2-84626-230-9)Basé sur le scénario du film Max et les Maximonstres que l'auteur a coécrit avec Spike Jonze
- Un hologramme pour le roi, Gallimard, coll. « Du monde entier », 2014 ((en) A Hologram for the King, 2012), trad. Emmanuelle Aronson et Philippe Aronson, 351 p.  (ISBN 978-2-07-014294-1)
- Le Cercle, Gallimard, coll. « Du monde entier », 2016 ((en) The Circle, 2013), trad. Emmanuelle Aronson et Philippe Aronson, 510 p.  (ISBN 978-2-07-014742-7)
- (en) Your Fathers, Where Are They? And the Prophets, Do They Live Forever?, 2014
- Les Héros de la frontière, Gallimard, coll. « Du monde entier », 2018 ((en) Heroes of the Frontier, 2016), trad. Juliette Bourdin, 400 p.  (ISBN 978-2-07-279006-5)
- Le Capitaine et la Gloire, Folio, 2020 (The Captain and the Glory, 2019), trad. Juliette Bourdin.
- La Parade, Gallimard, coll. « Du monde entier », 2021 ((en) The Parade, 2019), trad. Juliette Bourdin, 184 p.  (ISBN 978-2-07-289975-1)
- Le Tout, Gallimard, coll. « Du monde entier », 2025 (The Every, 2021), trad. Juliette Bourdin, 637 p.

### Recueils de nouvelles
- Pourquoi nous avons faim, 2007 ((en) How We Are Hungry, Balland, coll. « Du monde entier », 2004), trad. L., 261 p.  (ISBN 978-2-07-077579-8)
- (en) Short Short Stories, 2005
- (en) How the Water Feels to the Fishes, 2007

### Essais et récits autobiographiques
- Une œuvre déchirante d'un génie renversant, Balland, 2001 ((en) A Heartbreaking Work of Staggering Genius, 2000), trad. Michelle Herpe-Voslinsky, 543 p.  (ISBN 2-7158-1343-0)
- (en) Teachers Have It Easy: The Big Sacrifices and Small Salaries of America's Teachers, 2005Écrit avec Daniel Moulthrop et Nínive Clements Calegari.
- (en) Surviving Justice: America's Wrongfully Convicted and Exonerated, 2005Écrit avec Lola Vollen.
- Zeitoun, Gallimard, coll. « Du monde entier », 2012 ((en) Zeitoun, 2009), trad. Clément Baude, 405 p.  (ISBN 978-2-07-012934-8)
- Le Moine de Moka, Gallimard, coll. « Du monde entier », 2019 ((en) The Monk of Mokha, 2018), trad. Juliette Bourdin, 384 p.  (ISBN 978-2-07282987-1)

### Littérature d'enfance et de jeunesse

#### SérieThe Haggis-on-Whey World of Unbelievable Brilliance
1. Giraffes? Giraffes! (2003)
2. Your Disgusting Head (2001)
3. Animals of the Ocean, in Particular the Giant Squid (2006)
4. Cold Fusion (2008)
5. Children and the Tundra (2010)

#### Autres ouvrages de littérature d'enfance et de jeunesse
- When Marlana Pulled a Thread (2011)
- The Bridge Will Not Be Gray (2015), illustré par Tucker Nichols
- Her Right Foot (2017), illustré par Shawn Harris
- The Lifters (2018)
- What Can a Citizen Do? (2018), illustré par Shawn Harris
- Abner & Ian Get Right-Side Up (2019), illustré par Laura Park
- Most of the Better Natural Things in the World (2019), illustratré par Angel Chang
- Tomorrow Most Likely (2019), illustré par Lane Smith

### Scénarios
- (en) Away We Go, 2009Écrit avec sa femme Vendela Vida.
- (en) Where the Wild Things Are, 2009Écrit avec le réalisateur Spike Jonze.
- (en) Promised Land, 2012Écrit avec Matt Damon et John Krasinski.
- (en) The Circle, 2017Écrit avec le réalisateur James Ponsoldt.